# Радость моя (телеканал)
Радость моя — детский семейный образовательный телеканал, начавший вещание 6 января 2008 года. В сетке вещания отсутствует реклама.

## История телеканала
История канала «Радость моя» берет начало задолго до официального выхода в эфир.
- Март 2003 года — создание производящей телевизионной компании, выпускающей детские программы и документально-публицистические фильмы. Первые циклы телепередач «Шишкин Лес», «Доброе слово», «Закон Божий», «Куликовская битва», «Третьяковская галерея» и другие размещались на телеканалах «Культура», «Спас», «Союз».
- Февраль 2007 года — создание на телеканале анимационной студии (мультфильмы «Серафим Саровский», «Андрей Первозванный», мультсериал «Истории Ветхого Завета»), которая в 2008 году переросла в отдельную структуру — кинокомпанию «Мироздание».
- C 6 января 2008 года — начало официального вещания телеканала «Радость моя».
- Июнь 2008 года — на базе телеканала запускается собственное кинопроизводство (художественный фильм «Щенок»).
- Январь 2009 года — создание на базе телеканала подразделений, специализирующихся на распространении отдельных циклов программ на DVD дисках и выпуске печатной продукции (детский журнал «Шишкин Лес», литературно-художественный альманах «Доброе слово», книги «Истории Ветхого Завета» в 3 частях и другие.), в основе которой лежат сценарии программ телеканала «Радость моя».
- C 1 февраля 2010 года — начало официального вещания телеканала «Радость моя» в Беларуси.

Телеканал предлагает широкий выбор детских программ и программ для семейного просмотра — образовательных, развлекательных, музыкальных, а также публицистических, художественных и мультипликационных фильмов. Особое место в производимом контенте занимает блок передач православного и образовательного характера для детей.

## Вещание
Кабельное
- Круглосуточная ретрансляция ДСОТ «Радость моя» осуществляется через региональных кабельных/IPTV-операторов практически во всех регионах РФ
- Партнерами телеканала являются сотни компаний от Калининграда до Камчатки, в числе которых крупнейшие кабельные/IPTV и спутниковые операторы: «Триколор ТВ», «Ростелеком», «Билайн-ТВ», «МТС», «Мегафон», «Центральный телеграф», «ЭР-Телеком», «NetByNet», «Башинформсвязь», «2Ком», «Искрателеком» и др.
- Суммарный объём сетей операторов — свыше 20 млн абонентов (до 60 млн зрителей)
- Дистрибуция телеканала осуществляется в странах СНГ и Балтии, а также других зарубежных странах.

Спутниковое
Вещание ДСОТ «Радость моя» осуществляется со следующих спутников:
- Ямал 201, 90° в. д. (сигнал открытый)
- Eutelsat W7, 36° в. д. — «Триколор ТВ» (пакет телеканалов «Супер Оптимум»)

### IP TV
Вещание канала предоставляется следующими операторами связи:
- МТС
- АКАДО
- Билайн
- Ростелеком

Интернет
- Прямая трансляция на официальном сайте телеканала «Радость моя».

## Награды

### 2007 год
- Победитель в конкурсе «Дети — наше будущее» на X Евразийском телефоруме «Общество, нравственность, телевидение» Евразийской академии телевидения и радио (председатель оргкомитета Людмила Швецова, президент Академии Олег Попцов) в четырёх номинациях: «Лучшая детская развлекательная программа (профессионалы для детей)», «Лучшая детская познавательная программа (профессионалы для детей)», «Лучший анимационный фильм», «Лучшая художественно-постановочная программа или фильм».

### 2009 г.
- Победитель в 4-х номинациях на VI Всероссийском фестивале короткометражных фильмов «Семья России»
- Победитель Третьего Фестиваля социально значимых телепрограмм и телефильмов «Герой нашего времени» в номинации «Телеочерк»
- Победитель Четвёртого фестиваля детского телевидения «Включайся!» в номинации «Конкурс познавательных программ, сделанных для детей»
- Призёр программы «Наше новое детское кино» VII Московского фестиваля отечественного кино «Московская премьера»
- Победитель фестиваля социально значимых программ и фильмов «Герой нашего времени» в номинации «Игровой фильм, сериал»
- Вторая премия в номинации «Игровое кино» на VII международном фестивале «Покров»
- Главный приз фестиваля Гран-при на IX Международном детском фестивале искусств «Кинотаврик»
- Победитель в номинации «За самый трогательный, добрый и позитивный отечественный фильм для семейного просмотра» на IV международном фестивале «В кругу семьи».
- Деятельность телеканала отмечена почетной грамотой Кабинета Министров Украины, дипломом Московской городской думы.

### 2010 г.
- Приз студенческого жюри на V Международном Сретенском православном кинофестивале «Встреча»
- Победитель в 4-х номинациях на V Всероссийском фестивале короткометражных фильмов «Семья России»
- Приз XIV Международного Кинофорума «Золотой Витязь» «За возвышение души человека»
- Главный приз XV Международного фестиваля православных телепрограмм «Радонеж-2010»

### 2011 г.
- Победитель в категории «Новое Российское телевидение» в номинации «Детский канал» (приз зрительских симпатий) Национальной Премии в области многоканального цифрового телевидения «Большая Цифра».
- Почетный Лауреат Национальной премии общественного признания «Семья России» в номинации «Российская Сага». Телеканал признан «лучшим проектом в области средств массовой информации, пропагандирующих семейные ценности»
- Победитель в номинации «Детский телеканал» Национальной премии в области спутникового, кабельного и интернет-телевидения «Золотой луч»
- Финалист конкурса «ТЭФИ-Регион 2011»
- Победитель конкурса «Позитивный контент 2011». Сайт телеканала признан лучшим интернет-ресурсом для детей, подростков и молодежи в номинации «Сайты СМИ».

### 2012 г.
- Победитель в категории «Новое Российское телевидение» в номинации «Детский канал» (приз зрительских симпатий) Национальной Премии в области многоканального цифрового телевидения «Большая Цифра».
- Победитель Всероссийского фестиваля социально значимых телепрограмм и телефильмов «Герой нашего времени» в номинации «Незаметные герои»

### 2013 г.
- Победитель Всероссийского конкурса в области педагогики, воспитания и работы с детьми «За нравственный подвиг учителя»
- Победитель в категории «Новое Российское телевидение» в номинации «Детский канал» (приз зрительских симпатий) Национальной Премии в области многоканального цифрового телевидения «Большая Цифра».